# 10989 Dolios
10989 Dolios este o planetă minoră (asteroid), cu un diametru de 23,564 km, din Asteroid troian al lui Jupiter. A fost descoperită pe 19 septembrie 1973 la Observatorul Palomar de Cornelis Johannes van Houten și a fost numită după Dolius⁠(d). 
Obiectul prezintă o orbită caracterizată de o semiaxă mare de 5,1694716 UAi, o excentricitate de 0,086, o înclinație de 10,58114 ° în raport cu ecliptica.